# Neath Castle
Neath Castle är ett slott i Storbritannien.   Det ligger i kommunen Neath Port Talbot och riksdelen Wales, i den södra delen av landet, 250 km väster om huvudstaden London. Neath Castle ligger 8 meter över havet.
Terrängen runt Neath Castle är huvudsakligen kuperad, men åt sydväst är den platt. Neath Castle ligger nere i en dal. Runt Neath Castle är det tätbefolkat, med 411 invånare per kvadratkilometer. Närmaste större samhälle är Swansea, 10,8 km sydväst om Neath Castle. Trakten runt Neath Castle består i huvudsak av gräsmarker.